# Aeroportul McGhee Tyson
Aeroportul McGhee Tyson (IATA: TYS, ICAO: KTYS, FAA LID: TYS) este un aeroport din Tennessee, Statele Unite ale Americii ce deservește zona Knoxville. Aeroportul a fost tranzitat în 2019 de 2.480.622 de pasageri. A fost deschis în 1927.
Situat la o altitudine de 299 m, aeroportul dispune de 2 piste.

## Infrastructură

### Piste
Aeroportul dispune de 2 piste. Pista 05L/23R are suprafața de beton și dimensiunile 10.000 picioare × 150 picioare. Pista 05R/23L are suprafața de asfalt și dimensiunile 9.000 picioare × 150 picioare. 